# Бартенев, Михаил Михайлович
Михаил Михайлович Бартенев (род. 10 марта 1953, Москва) — русский поэт, прозаик, драматург, архитектор.

## Биография
Родился 10 марта 1953 года в Москве. Отец — Михаил Давыдович Вольпин, мать — Ирина Глебовна Бартенева.
Выпускник Московского архитектурного института. В 1976—1987 г.г. работал архитектором в проектном бюро Москвы. Неоднократный призёр всероссийских и международных архитектурных конкурсов. Несколько крупных проектов с его участием реализовано в Москве (стадион «Олимпийский», Музей Победы на Поклонной горе и другие). Член Союза архитекторов.
В середине 70-х начал писать стихи и рассказы для детей.
В 1986 году была поставлена его первая детская пьеса — «Про Иванушку-дурачка». В том же году был избран членом редколлегии популярного детского журнала «Веселые картинки».
М. Бартеневым написано более трех десятков пьес для детей и юношества. В общей сложности они поставлены более чем в 400 театрах России и СНГ, а также в Голландии, Германии, Дании, Польше и Греции.
Член Союза писателей и Союза театральных деятелей России.
В 1991 году в Нижнем Новгороде состоялся фестиваль «Пьесы Михаила Бартенева в театрах кукол России».
С 1996 года и по настоящее время М. Бартенев является членом Комиссии Союза театральных деятелей РФ по театрам для детей.
В 1997 году М. Бартенев был номинирован на премию имени Х. К. Андерсена.
С 2002 по 2005 год М. Бартенев является представителем России в Исполнительном Комитете АССИТЕЖ (Международной ассоциации театров для детей и молодежи) и членом Пpезидиума Российского национального центра АССИТЕЖ (по настоящее время).
Избирался членом редколлегии журнала «Театpальная жизнь».
М. Бартенев один из основателей и арт-директор Международного фестиваля-лаборатории театров для детей «Золотая репка» (проводится с 2006 г.). Является руководителем лаборатории «Молодая режиссура — спектакль для маленьких», занятия которой организуют Самарский театр юного зрителя «СамАрт» и Комиссия Союза театральных деятелей РФ по театрам для детей.
На протяжении ряда лет руководил лабораторией современной драматургии для подростков при Санкт-Петербургском Театре юного зрителя имени А. А. Брянцева.
М. Бартенев стоял у истоков создания Российской национальной театральной премии и фестиваля «Арлекин», был первым председателем жюри фестиваля.
В 2008—2009 гг. М. Бартенев был председателем жюри «Конкурса на создание драматического произведения для детей и подростков в театре кукол».
Является автором и участником международных театральных  проектов, таких как  «Волшебный дом» (с участием театров из восьми европейских стран, который осуществляется под эгидой национального центра АССИТЕЖ России и междунаpодной оpганизации ЕUNETART), «Европейские истории школьного двора» и др.
С 2016 года М. Бартенев является руководителем творческой лаборатории «Маленькая драма», проводимой Московским областным театром кукол совместно с Союзом театральных деятелей РФ.
В 2018 году М. Бартеневу присвоено почетное звание «Заслуженный деятель искусств Российской Федерации» (Указ Президента РФ № 281 от 30 мая 2018).

## Стихи, рассказы, пьесы
- «Эффект Косичкиной». Сборник рассказов молодых писателей (рассказы «Моя бабушка», «Трещина») — М: «Детская литература», 1989.
- «Необычный дирижёр». Стихи, рассказы, сказки молодых авторов — М: «Детская литература», 1991.
- «Зарубите на носу». Сборник рассказов — М: «Детская литература», 1995.
- «Барабашка или Обещано большое вознаграждение». Повесть (совместно с А.Усачевым) — М: «Самовар», 1998.
- «Тук-тук! Кто там?». Сборник пьес — М: ВЦХТ, 2000.
- «Счастливый случай: Пьесы из ХХI века». Сборник пьес (пьеса «Д’Артаньян») — М: «Новое дело», 2003.
- «Пять сказок для театра Михаила Бартенева». Сборник пьес — М: ВЦХТ, 2004.
- «Снегурушка, Иван-Дурак и другие». Сборник пьес — Ярославль: «Академия развития», 2005
- «Парад пород». Сборник детских стихов — М: «Алтей», 2008.
- «Маяк до неба». Три мюзикла для театра — М: ВЦХТ, 2010.

## Киносценарии
- «Барабашка» (совместно с А.Усачевым), студия «Позитив-фильм» при поддержке Госкино Российской Федерации, 2004.
- «Приключения в Изумрудном городе», мультсериал (3-4 серии, совместно с А. Усачевым), «НТВ-Кино», 2000.
- «Полонез Кречинского», сериал (совместно с В. Ольшанским), студия «Филин-фильм», 2010.
- «Три слона», сериал (совместно с В. Ольшанским), «Студия Централ Партнершип». (Премия за лучший сценарий на конкурсе «Евразия-2006»)
- «Журов», сериал (2-й сезон совместно с В. Ольшанским), «Студия Централ Партнершип», 2009—2010.
- «Иванов», студия «Полонез», «Театральная компания Вадима Дубровицкого», 2010 (премия «За лучший фильм российской программы» на Московском международном кинофестивале 2010 года)[1].
- «Далеко от войны», сериал (совместно с В. Ольшанским), «Студия Централ Партнершип», 2011.
- «Майор полиции», сериал (совместно с В. Ольшанским), кинокомпания «RWS», 2013.

## Либретто для музыкального театра
- «Черт попутал…». Музыка Э. Фертельмейстера. Премьера: Нижегородский государственный театр юного зрителя, 1997.
- «И вновь цветет акация». Новое либретто оперетты И. Дунаевского «Белая акация». Премьеры: Краснодарский музыкальный театр, 2001 (лауреат Российской национальной театральной премии «Золотая маска», 2001[2]).
- «Летучая мышь». Новое либретто оперетты И. Штрауса. Премьера: Московский академический музыкальный театр имени К. С. Станиславского и Вл. И. Немировича-Данченко, 2001.
- «Прощальный концерт» (совместно с Е. Исаевой). Музыка А. Журбина. Магаданский музыкальный и драматический театр имени А. М. Горького.
- «Вино из одуванчиков». Мюзикл. Музыка А. Шелыгина. Премьера: Самарский театр юного зрителя «СамАрт», 2004 (лауреат Национальной премии «Музыкальное сердце театра», 2007).
- «История солдата». Новое либретто оперы И. Стравинского. Самарский театр юного зрителя «СамАрт», 2006.
- «Доктор Живаго». Музыка А. Журбина. Премьера: Пермский академический Театр-Театр, 2008.
- «Тук-тук, кто там?» Мюзикл для детей. Музыка А. Пантыкина. Премьера: Орловский государственный театр для детей и молодежи «Свободное пространство», 2004.
- «TODD» (совместно с А. Усачевым). Зонг-опера. Музыка группы «Король и Шут», 2012.
- «Алые паруса» (совместно с А. Усачевым). Мюзикл. Музыка М. Дунаевского. Премьера: РАМТ, 2010. Пермский академический Театр-Театр, Новосибирский театр «Глобус», 2012 (лауреаты Российской национальной театральной премии «Золотая маска»[3] и Национальной премии «Музыкальное сердце театра»).
- «Яма». Мюзикл. Музыка С. Дрезнина. Премьера: Свердловский театр музыкальной комедии, 2013.
- «Собачье скерцо». Музыка А. Шелыгина.
- «Аленький цветочек» (совместно с А. Усачевым), 2016. Премьера: Нижегородский театр «Комедия», 2018.
- «Бал воров». Мюзикл (автор стихов). Музыка А. Пантыкина. Премьера: Санкт-Петербургcкий государственный театр музыкальной комедии, 2019.
- «Три товарища». Мюзикл. Музыка Е. Загота. Премьера: Пермский академический Театр-Театр, 2022 (лауреат Российской национальной театральной премии «Золотая маска», 2023[4]).
- «Жанна д`Арк». Опера для драматических артистов. Музыка О. Шайдуллиной. Премьера: Красноярский театр юного зрителя, 2022.
- «Святая Анна» (совместно с Е. Исаевой). Мюзикл. Музыка М.Дунаевского.

## Пьесы
- «Про Иванушку-дурачка» (впервые поставлена в 1986 году).
- «Елена Премудрая»
- «Считаю до пяти…»
- «С другой стороны»
- «Макарова месть»
- «Жил-был Геракл»
- «Про того, который ходил страху учиться» («Сокровище заколдованного замка») (1994)
- «Синяя борода»
- «Мальчик-с-пальчик и его родители»
- «Тук-тук, кто там?»
- «Новогодний вальс»
- «Сказка о пропавшей звезде»
- «Кто поедет в Новый год?»
- «Счастливый Ганс»
- «Куба, любовь моя»
- «Неточка» (по роману Ф.Достоевского)
- «Лиловый крест и чаша золотая»
- «Д’Артаньян»
- «Снегурушка»
- «Житие и страдания преподобной Февронии»
- «Гальера» (по произведениям Г. Г. Маркеса)
- «Я отправлю себя гулять»
- «Двое в темноте» (совместно с А. Слаповским)
- «Страсти по Насте» (совместно с А. Усачевым)
- «Бык, Осел и Звезда» (совместно с А. Усачевым)
- «Загадка курочки Рябы» (совместно с А.Усачевым)
- «Швейк» (по мотивам романа Я. Гашека) (2014)
- «Четвертый брат» (по мотивам романа Ф. Достоевского «Братья Карамазовы») (2016)

## Награды (премии)
- Лауреат конкурса на лучшую пьесу для детей («Снегурушка») журнала «Современная драматургия» (2002).
- Премия за лучший сценарий сериала «Три слона» на конкурсе «Евразия-2006» (совместно с В. Ольшанским) (2006).
- Лауреат национальной премии «Музыкальное сердце театра» в номинации «Лучшее либретто» за мюзикл «Вино из одуванчиков» (2007).
- Лауреат национальной премии «Музыкальное сердце театра» в номинации «„Лучший драматургический материал“» (совместно с Андреем Усачёвым) за спектакль «Алые паруса» (2012).
- Лауреат национальной театральной премии «Арлекин» в номинации «Лучший драматург» за пьесу «Елена Премудрая» (2017).
- Лауреат почетной премии АССИТЕЖ «За вклад в развитие детского театра».
- Премия за лучшую пьесу для детей («Про того, который ходил страху учиться» («Сокровище заколдованного замка»)) журнала «Современная драматургия».